# Alpha Centauri (album)
Az Alpha Centauri a német Tangerine Dream együttes második albuma.
A zene némileg különbözik bemutatkozó albumuktól, az Electronic Meditationtól, köszönhetően a gitárok és dobok sokkal csekélyebb mértékű, a billentyűsöknek és elektronikus hangszereknek viszont bátrabb használatának (a későbbi albumokhoz képest utóbbiak azért még gyakran háttérben maradnak). Az album két fő hangszere az orgona és a fuvola. Az Alpha Centauri kevésbé kísérletibb és improvizatívabb jellegű, mint az Electronic Meditation, sokkal közelebb áll a hetvenes évek elején a német rockzenekarokra jellemző krautrock hangzáshoz, azonban a legtöbb helyen lassabb, meditatívabb hatást kelt. A hangszerelés változása, a minimalizmusra törekvés, az előző lemeznél sokkal lassabb tempó, a drónzenei hatásokkal való kísérletezés (ami csak a következő albumon teljesedett ki) új, érdekes atmoszférát teremt, amit Edgar Froese Kosmische Musikként, azaz egyfajta űrzeneként jellemzett. 
Az albumból húszezer példány kelt el Németországban, majdnem négyszer annyi, mint a későbbi klasszikusukból, a Phaedra című lemezből.
A megjelenés évében kiadásra került egy mára nagyon ritkává vált kislemezük, az Ultima Thule. Az első oldal egy, a Fly And Collision Of Comas Sola című száméhoz hasonló gitárriffet tartalmazott, de több kapcsolat nincs a két lemez között. Az album 2000-es kiadásai azonban bónuszként tartalmazzák e kislemez egy, vagy mindkét oldalát.

## Számok
Minden dalt Edgar Froese írt.
1. Sunrise In The Third System - 4:21
2. Fly And Collision Of Comas Sola - 13:23
3. Alpha Centauri - 22:04

## Produkció
Tangerine Dream:
Edgar Froese - gitár, orgona, basszusgitár, kávéfőző
Steve Schroyder - orgona, vokál, visszhangosítók, vaspálca
Christopher Franke - dobok, ütősök, fuvola, citera, zongora
Közreműködők:
Udo Rennebourg - fuvola
Rolan Paulcyk - szintetizátor
Dieter Dierks - hangmérnök

## Fordítás
- Ez a szócikk részben vagy egészben  az   Alpha Centauri (album) című angol Wikipédia-szócikk fordításán alapul.  Az eredeti cikk szerkesztőit annak laptörténete sorolja fel. Ez a jelzés csupán a megfogalmazás eredetét és a szerzői jogokat jelzi, nem szolgál a cikkben szereplő információk forrásmegjelöléseként.